# Borís Góikhman
Borís Góikhman   (Voznessensk, 28 d'abril de 1919 - Moscou, 28 d'octubre de 2005) fou un waterpolista i nedador rus que va competir sota bandera soviètica durant les dècades de 1940 i 1950. Jugava de porter Durant la Segona Guerra Mundial va lluitar al front oriental.
Durant la seva carrera esportiva va prendre part en tres edicions dels Jocs Olímpics d'Estiu, amb un balanç de dues medalles guanyades en la competició de waterpolo: una de plata, el 1960 a Roma, i una de bronze, el 1956 a Melbourne. Abans, el 1952, havia finalitzat en setena posició. També guanyà una medalla de bronze al Campionat d'Europa de waterpolo de 1958. Va jugar 110 partits a la selecció de l'URSS.
A nivell nacional va jugar al Dinamo de Moscou (1938 a 1941 i de 1945 a 1946), al CSKA de Moscou (1945-1946 i de 1953 a 1960), al Torpedo de Moscou (1947 a 1949) i a la Força Aèria de Moscou (1950); on va es va proclamar sis vegades campió de l'URSS (1945, 1946, 1948, 1951, 1952 i 1954) i cinc vegades guanyador de la Copa de l'URSS (1946, 1947, 1948, 1951 i 1953).
Una vegada retirat, el 1960, va exercir d'entrenador fins a mitjans de la dècada de 1970. En aquests anys guanyà cinc lligues i una copa soviètica.